# Tye Fields
Walter Tyeson Fields (nació el 8 de febrero de 1975 en Missoula) es un boxeador de Estados Unidos de los pesos pesados, mide 207 cm de alto (6 pies 9 ½) y pesa 125kg (275Ibs). Ha cobatido en 53 combates: 49 ganados (44 por ko) y 4 perdidos.

## Biografía
Antes de entrar a sumarse al mundo del boxeo fue jugador de baloncesto. Jugó en la Oral Roberts y en la Universidad de San Diego. El año escolar estaba casi terminado y sus posibilidades de unirse a la NBA habían desaparecido al igual que el proyecto de ir a Europa. Gracias a un amigo, se enteró de que los dragones de Des Moines hacían pruebas de acceso a su equipo. 
Después de ver que ese no era su futuro se reúne con Paul Sciezinski. Con él descubre una nueva inclinación, el boxeo. Se puso en manos de dos entrenadores, Emanuel Steward y Jesse Reid, deja el baloncesto y empieza a entrenar con los guantes. Tiene importantes victorias como ante el excampeón mundial pesado Bruce Seldon, el mexicano Saúl Montana y Maurice Harris. Sin embargo sufrió una derrota ante Jeff Ford en 2001 y otra ante Monte Barrett en junio de 2008.